# Pseudopanurgus trifasciatus
Pseudopanurgus trifasciatus là một loài Hymenoptera trong họ Andrenidae. Loài này được Timberlake mô tả khoa học năm 1973.